# Zdzisław Beksiński
Zdzisław Beksiński [zďžisuav bekšiňski] (24. února 1929 Sanok – 21. února 2005 Varšava) byl polský malíř, grafik, jevištní výtvarník a architekt, tvůrce monumentálních obrazů v barokním a gotickém duchu, představitel polského symbolismu, surrealismu a modernismu. Jeho práce jsou ovlivněny vlivem temné doby po druhé světové válce a tragédií jeho rodiny.

## Životopis

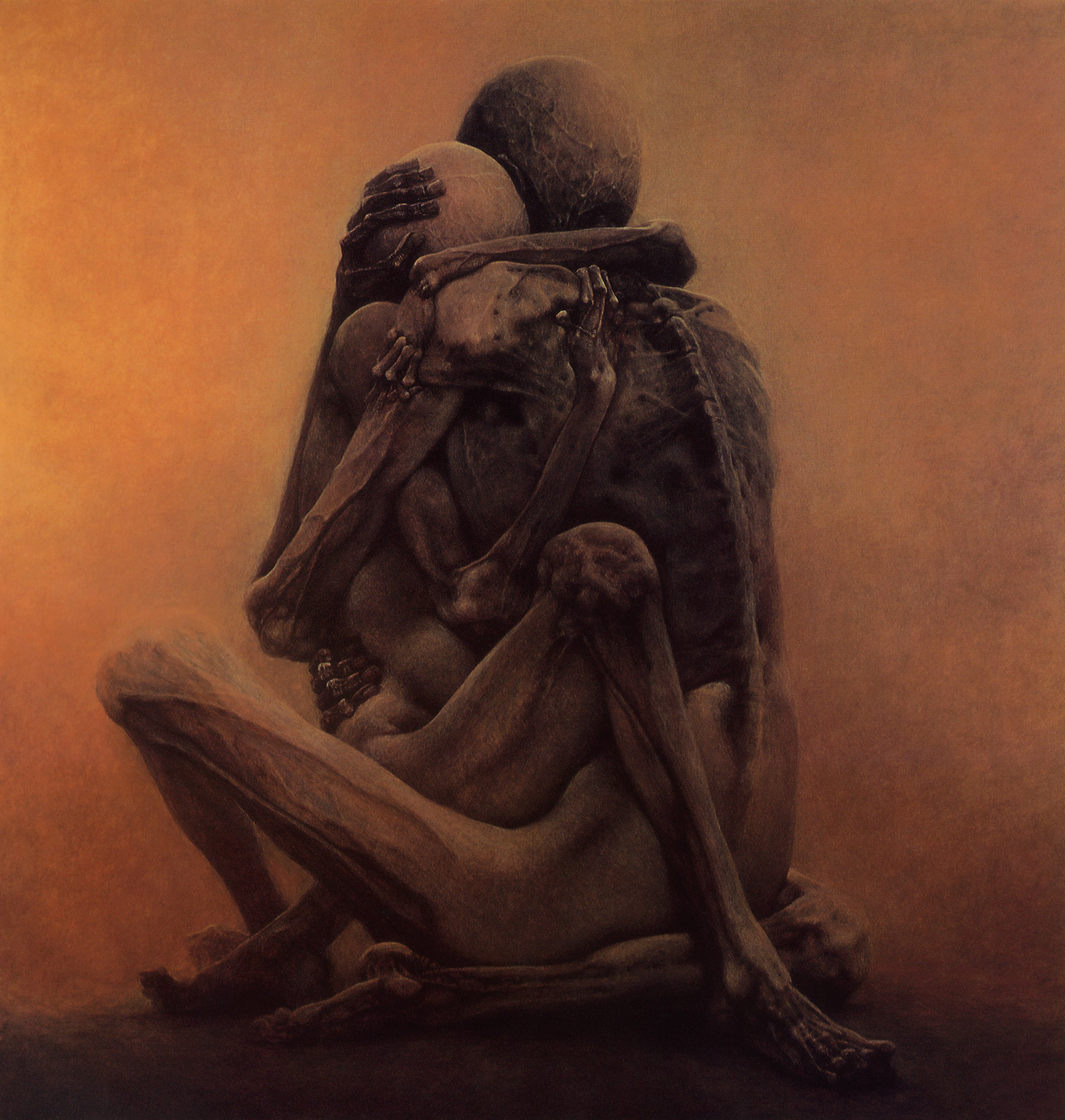
1984, olejomalba

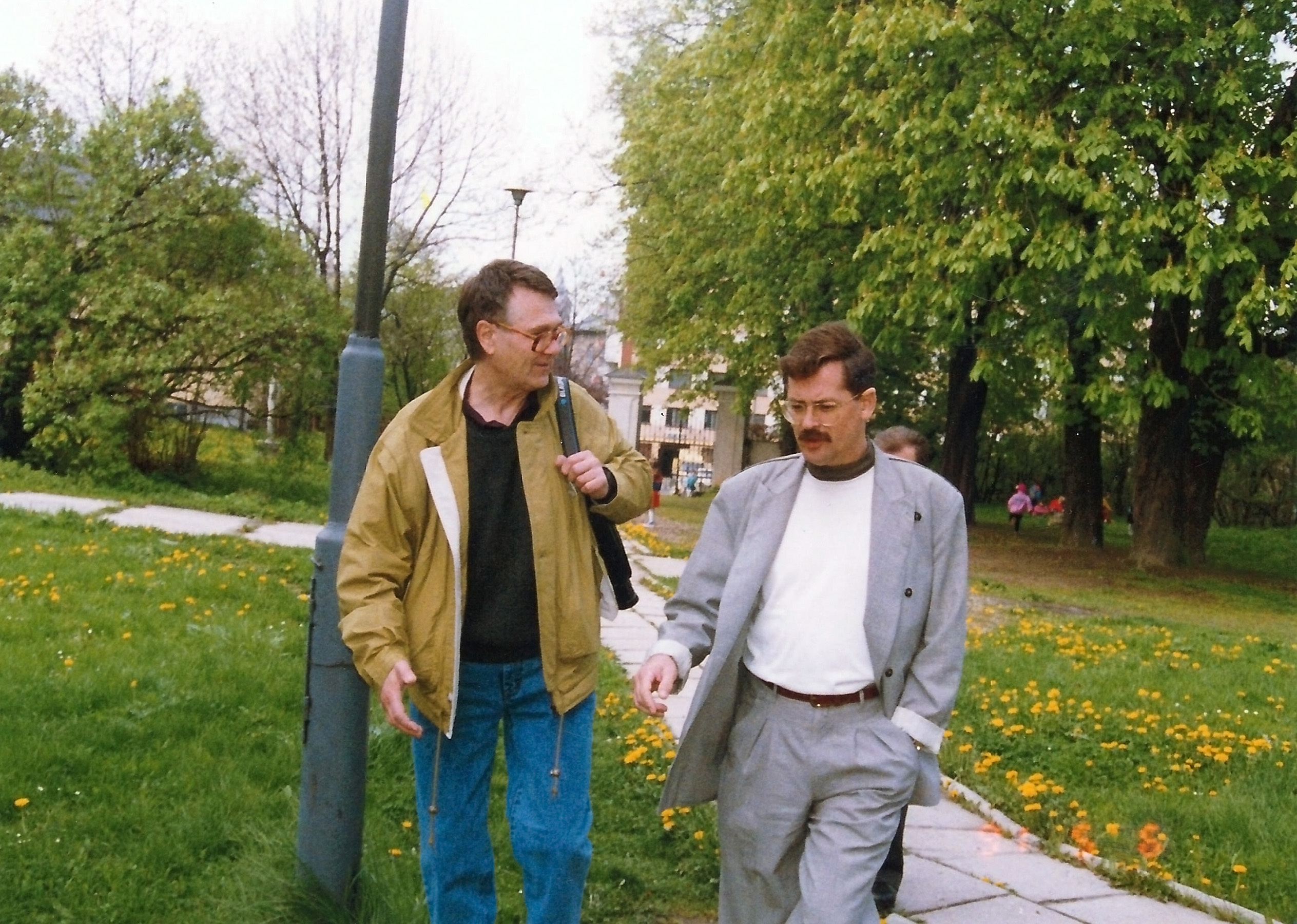
Zdzisław Beksiński, Piotr Dmochowski (1991)

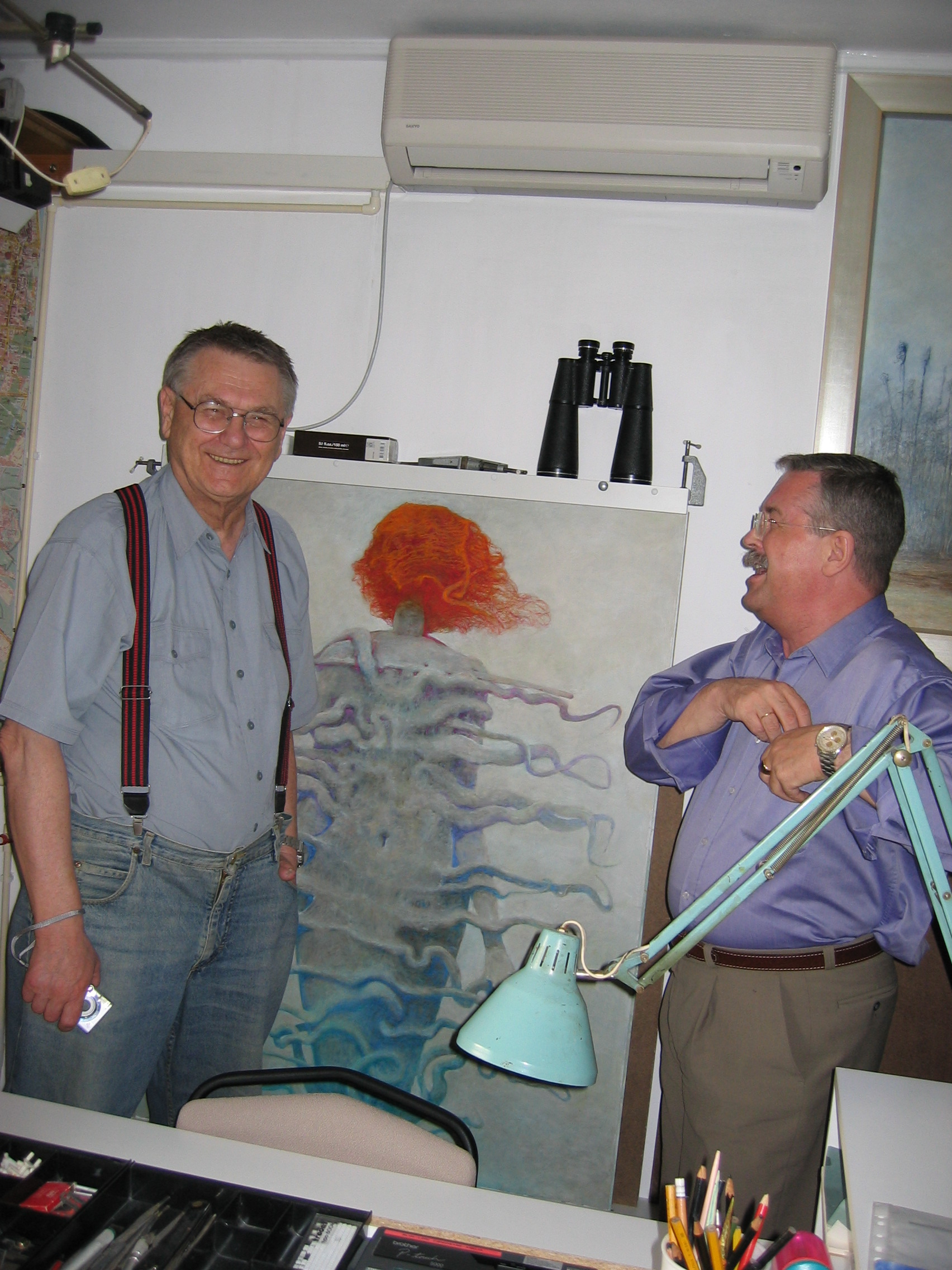
Zdzisław Beksiński, Piotr Dmochowski (2003)

Beksiński se narodil ve městě Sanok v jižním Polsku. Jeho otec Stanisław (1887–1953) byl zeměměřič a matka Stanisława, rozená Dworska, byla učitelka, která příležitostně kreslila nebo malovala akvarelem. Dědeček Władysław byl architekt a pradědeček Mateusz, revolucionář z roku 1863, zakladatel továrny na vagóny. Za německé okupace Beksiński studoval nejprve na obchodní škole v Sanoku a později na tajném gymnáziu. Naučil se hrát na klavír. V roce 1947 získal maturitu v oboru matematiky a fyziky na chlapeckém gymnáziu v Sanoku a poté se zapsal na Fakultu Architektury Technické univerzity v Krakově. V průběhu studia se 30. dubna 1951 oženil se Zofií, roz. Stankiewiczovou. Po ukončení studia v roce 1952 zůstal kvůli pracovnímu nařízení v Krakově, později se přestěhoval do Řešova. Několik let pracoval jako stavbyvedoucí, avšak tuto práci nenáviděl, a proto se roku 1955 vrátil i se ženou do Sanoku. V této době se začal zajímat o uměleckou fotografii, fotomontáž, sochařství a malbu. Své skulptury a reliéfní obrazy vytvářel ze sádry, kovu a drátu. Dne 26. listopadu 1958 se mu narodil syn Tomasz a od roku 1959 až do 70. let. Beksiński pracoval jako designér v továrně autobusů Autosan, založené jeho pradědem. Obvykle pracoval na částečný úvazek, po zbytek času se věnoval umělecké tvorbě. V jeho fotografiích a později i malbě se objevovala témata jako například vrásčité tváře, krajiny a objekty s velmi hrubou texturou, kterou se snažil zdůraznit (obzvlášť manipulací se světlem a stínem), morbidní motivy jako znetvořená panenka bez tváře, portréty lidí bez obličeje nebo s tváří v obvazech. Poté se ve své tvorbě zaměřil na malbu, která byla z počátku abstraktní, ale po roce 1960 se v jeho tvorbě objevuje vliv surrealismu. Roku 1960 odmítl nabídku stipendií Guggenheimova muzea.

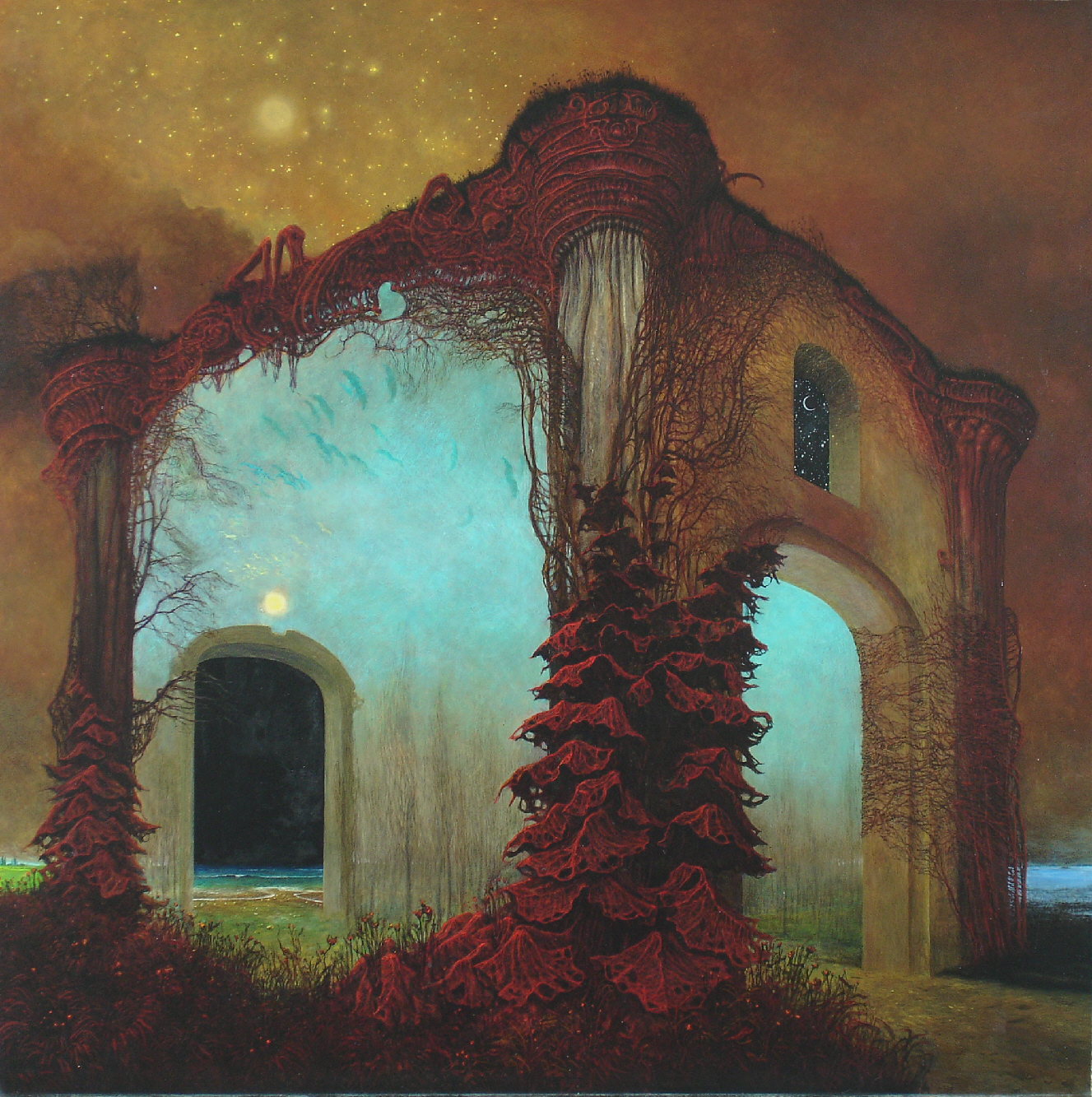
1978, olejomalba označená jako AA78

### Technika
Beksiński nebyl nijak umělecky vzdělaný. Jeho obrazy byly většinou tvořené olejem na sololitovou desku, kterou si sám připravil, avšak experimentoval také s akrylem. Při tvorbě vždy poslouchal klasickou hudbu, protože nenáviděl ticho. Ačkoli ale miloval klasickou hudbu, nepohrdal ani hudbou rockovou.

### Fantaskní období
Prestižní výstava ve Varšavě roku 1964 se stala jeho prvním velkým úspěchem – všechny jeho práce se prodaly. Beksiński se ponořil do malování s vášní a pracoval nepřetržitě (vždy v doprovodu klasické hudby), denně i 12 hodin. Brzy se stal vůdčí osobností tehdejší polské kultury. Ke konci 60. let 20. století Beksiński vstupuje do období, které sám nazýval jako „fantaskní“, trvající až do poloviny 80. let 20. století. Bylo to jeho nejslavnější období, během kterého vytvořil velmi ponuré obrazy zobrazující surrealistické, postapokalyptické prostředí s velmi detailními scénami smrti a rozkladu, krajiny plné kostlivců, deformovaných postav a pouští. Tyto malby byly dosti detailní, tvořené s jeho typickou precizností. V této době Beksiński prohlásil:
| „                    | Přeji si malovat tak, jako bych fotografoval své sny. | “ |
| — Zdzisław Beksiński |                                                       |   |

Navzdory pochmurnému podtextu Beksiński tvrdil, že některá jeho díla byla nepochopena. Podle jeho názoru byla spíše optimistická nebo dokonce až humorná. Jeden z důvodů byl ten, že Beksiński sám neznal význam svých děl a možné interpretace ho nezajímaly. Z toho důvodu odmítal pojmenovávat své malby a kresby, ty pouze signoval na zadní straně. Před tím, než se roku 1977 kvůli zbourání jeho rodinného domu odstěhoval s manželkou do Varšavy, spálil na svém dvorku část svých děl bez zanechání jakékoli dokumentace. Později prohlašoval, že některé jeho práce byly příliš osobní nebo neuspokojivé a nechtěl, aby je lidé viděli. Být celebritou mu začalo být nepříjemné, ve Varšavě hledal samotu a klid.

### Pozdní tvorba
V 80. letech 20. století bylo přechodné Beksińského období. Během této doby se jeho práce staly více populární ve Francii, což bylo díky snahám uměleckého agenta z Paříže, Piotra Dmochowského. Beksiński dosáhl také značné popularity v západní Evropě, Spojených státech a Japonsku. Jeho umění se v 80. a 90. letech 20. století zaměřuje na monumentální a skulpturní náměty tvořené omezenou a často tlumenou paletou barev, včetně častých motivů kříže. Malby v tomto stylu, které se často zdají být pouze načrtnuty hustými liniemi, jsou mnohem méně opulentní než díla z jeho „fantaskním období“.
| „                          | Směřuji cestou značného zjednodušení pozadí za současné silné deformace figur, které jsou namalovány bez toho, co je známo jako přírodní světlo a stín. Stále se však snažím o to, aby bylo na první pohled poznat, že jde o malbu, kterou jsem vytvořil. | “ |
| — Zdzisław Beksiński, 1994 | |   |

Ke konci 90. let 20. století objevil počítače, internet, digitální fotografii a fotomanipulaci, médium, na které se zaměřoval až do své smrti.

### Rodinné tragédie a smrt
Konec 90. let 20. století byl pro Beksińského velmi těžký. Jeho žena Zofia zemřela roku 1998 a o rok později, na Štědrý den roku 1999, spáchal sebevraždu jeho syn Tomasz, známý moderátor rádia, hudební žurnalista a překladatel filmů. Beksiński objevil tělo svého syna a s jeho smrtí se nedokázal smířit. Na zdi měl stále dopis nadepsaný „Pro Tomka v případě, že natáhnu brka“.

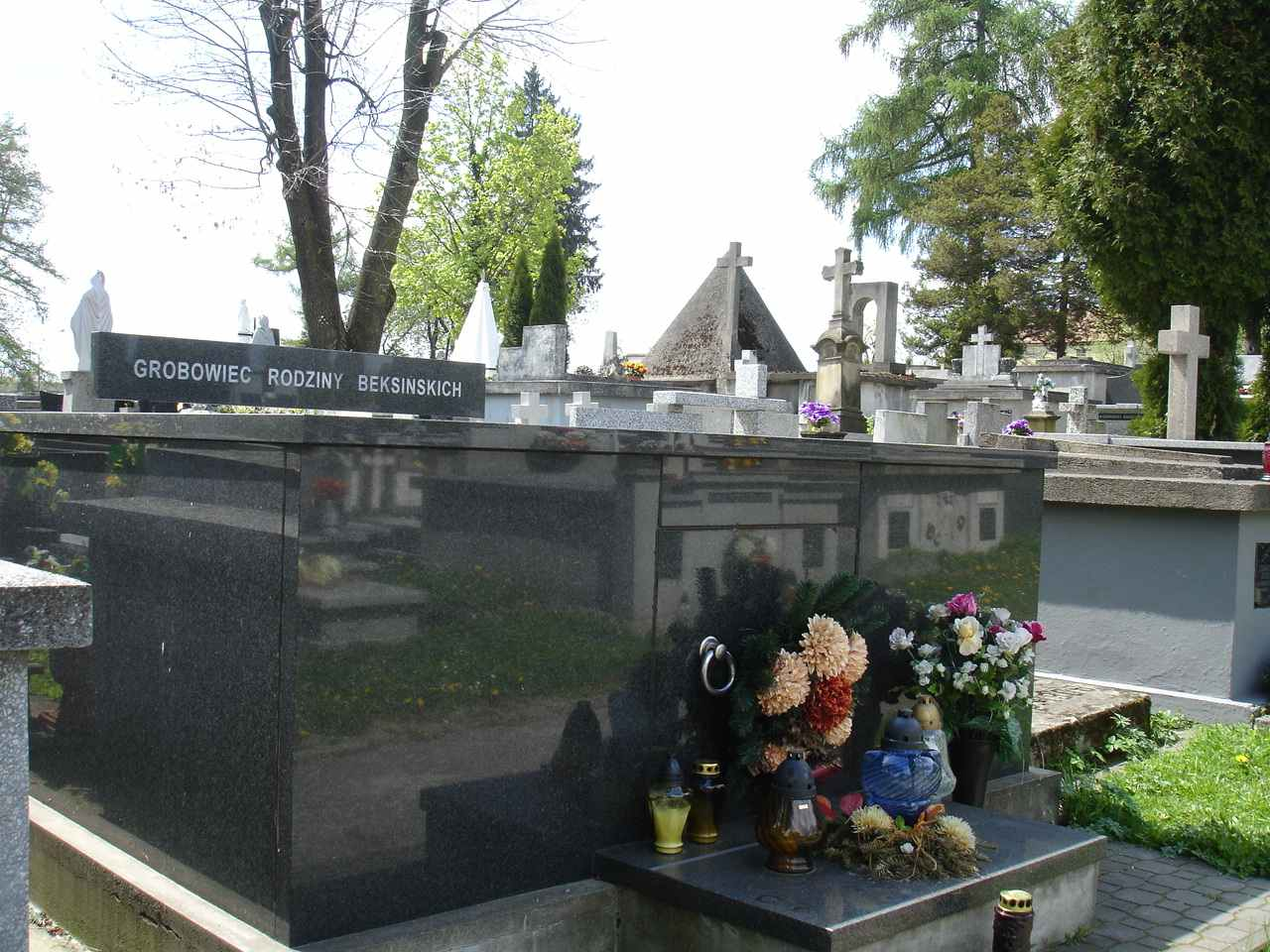
Hrobka Beksińského rodiny v Sanoku

Dne 21. února 2005 byl Beksiński nalezen mrtev ve svém varšavském bytě se 17 bodnými ranami, z nichž dvě byly smrtelné. K činu se přiznal Robert Kupiec (náctiletý syn Beksińského domovníka), který byl krátce po vraždě zatčen. Dne 9. listopadu 2006 byl Robert Kupiec varšavským soudem odsouzen k 25 letům vězení a jeho komplic, Łukasz Kupiec, k 5 letům. Před svou smrtí Beksiński odmítl půjčit peníze Robertovi v řádech několika set złotych. Pohřeb se konal 8. března 2005 v Sanoku, kdy byl také vyhlášen oficiální den smutku.

## Osobnost
Ačkoli bylo Beksińského umění často ponuré, on sám byl znám jako velmi příjemný člověk, těšící se z konverzace a se smyslem pro humor. Byl velmi skromný a poněkud plachý, vyhýbal se veřejným akcím, jako byly třeba vernisáže jeho výstav, nepřebíral ani ceny nebo uznání. Prohlašoval, že hudba je jeho hlavním zdrojem inspirace a že není příliš ovlivněn literaturou, filmem nebo pracemi jiných umělců. Taktéž nikdy nenavštěvoval muzea nebo výstavy. Beksiński odmítal jakékoli analýzy obsahu svého umění a obzvláště zavrhoval ty, které se snažily jeho díla jednoduše popsat nebo odpovědět na jejich význam.

## Odkaz umělce
Mnoho prací je umístěno v Muzeu Ikon v Sanoku, kterému Beksiński věnoval asi 150 obrazů a grafik. Roku 2006 bylo otevřeno Beksińského muzeum v městské galerii Čenstochová, vlastnící 50 maleb a 120 kreseb z Dmochowského kolekce. Dne 18. května 2012 s účastí ministryně místního rozvoje Elżbiety Bieńkowské se konalo slavnostní otevření nové galerie Zdzisława Beksińského v rekonstruovaném křídle zámku. 19. května 2012 byla galerie zpřístupněna veřejnosti. „Beksińského kříž“, inspirovaný častým motivem tvaru T, stojí v Nevadské poušti.

### Hudba
Dílo Beksińského bylo užito na obalu mnoha hudebních alb, většinou metalových kapel:
- Leviathan – Verräter
- Diabolical Sacrilege – To Dominate Their Psyche
- Blood of Kingu – Sun in the House of the Scorpion
- Evoken – Antithesis of Light
- Antestor – Omen
- Anthemon – Dystopia

Inspirace v hudbě:
- Untitled: A Tribute to Zdzislaw Beksinski (více umělců)[4]

### Film
- Parasomnia (2008) – William Malone[5][6]
- Katharsis – Beksinski art movie – Artur Filipowicz (krátkometrážní film)[7]
- Poslední rodina (2016) – životopisný film[8]

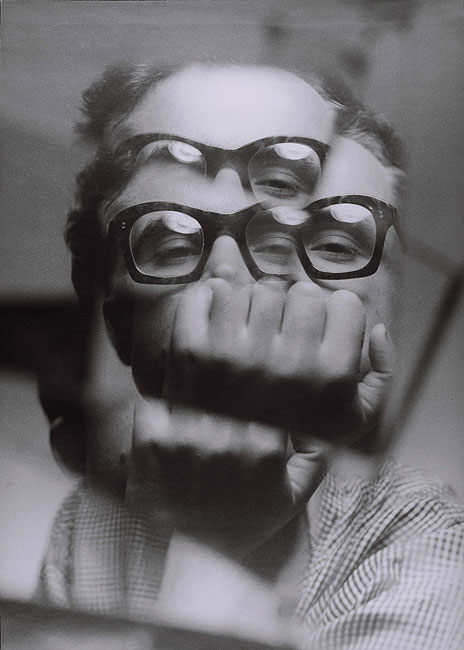
Autoportrét
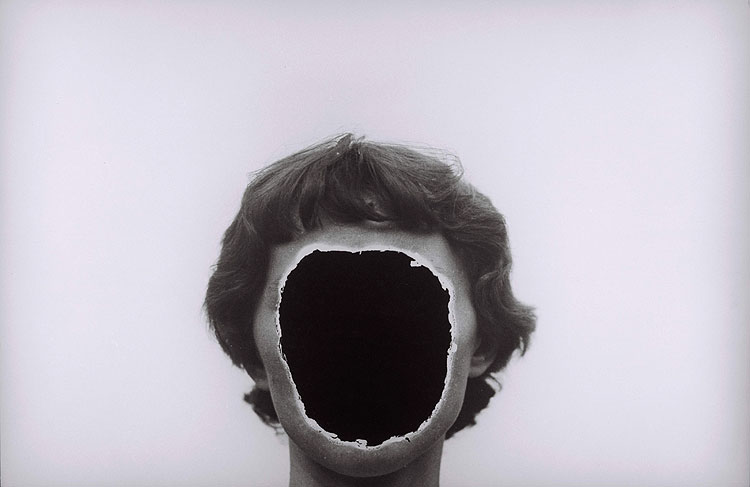
Portrét manželky, 1956
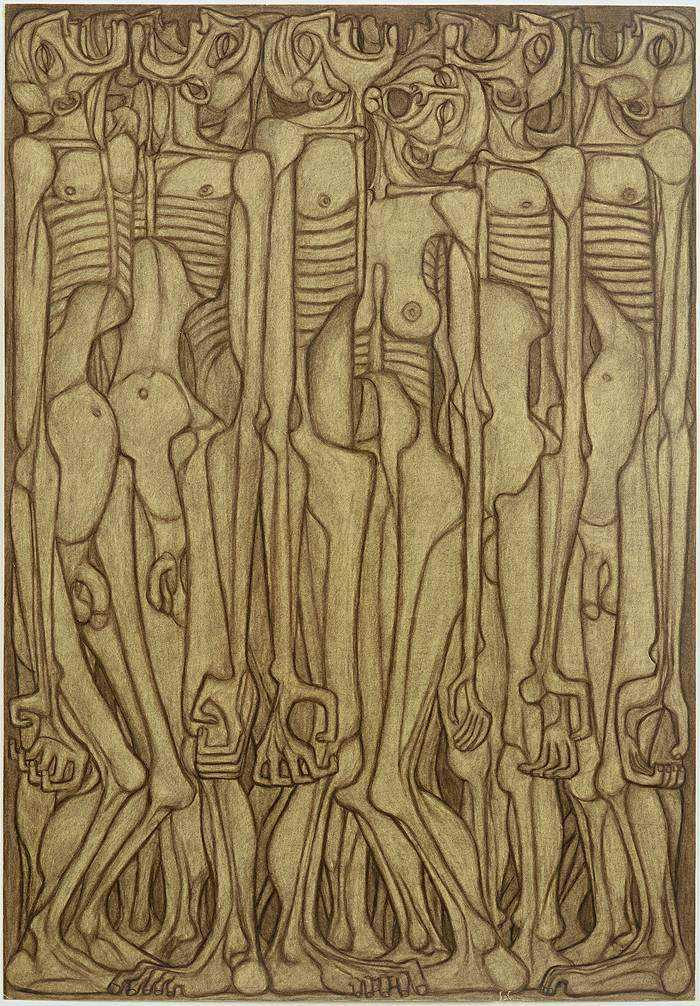
Kresba, 1956
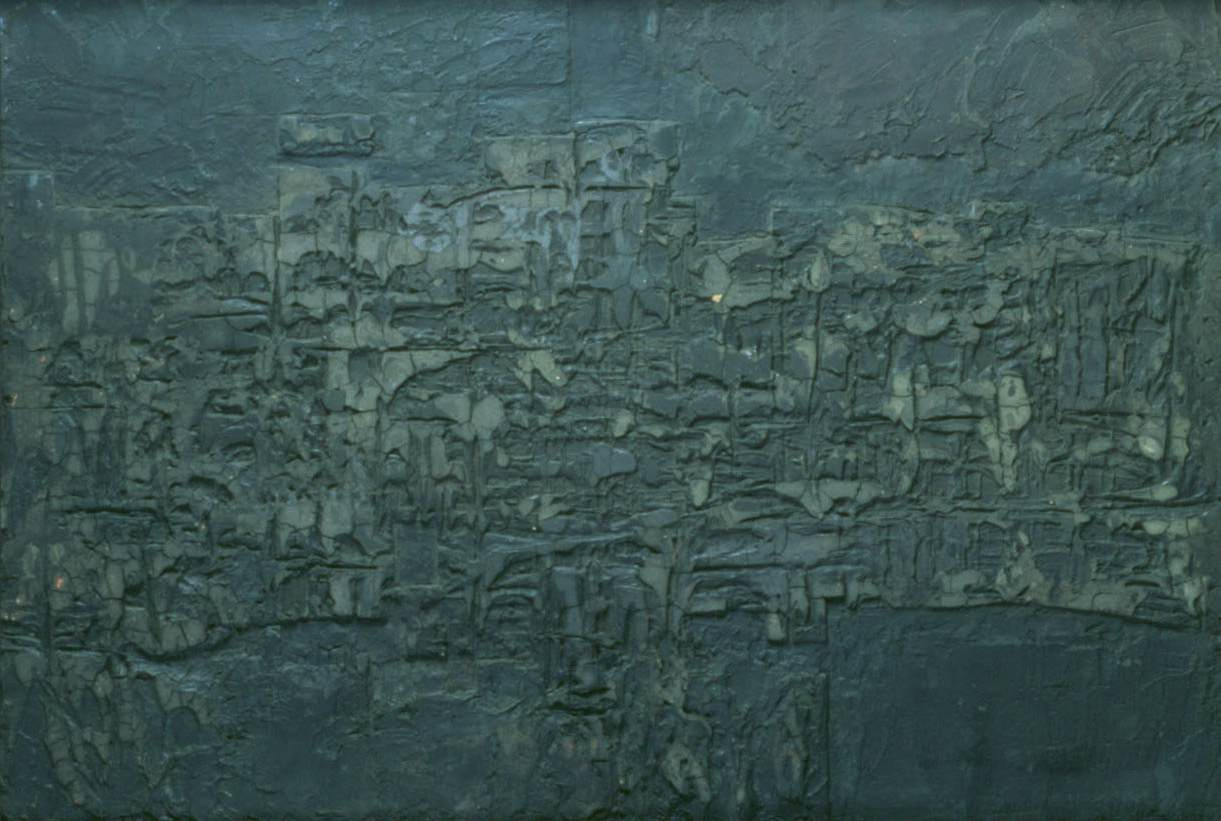
Reliéf, 1957
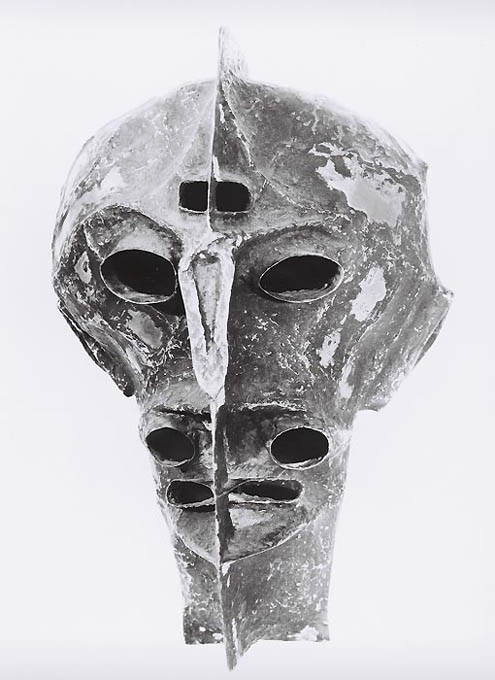
Socha hlavy, 1960
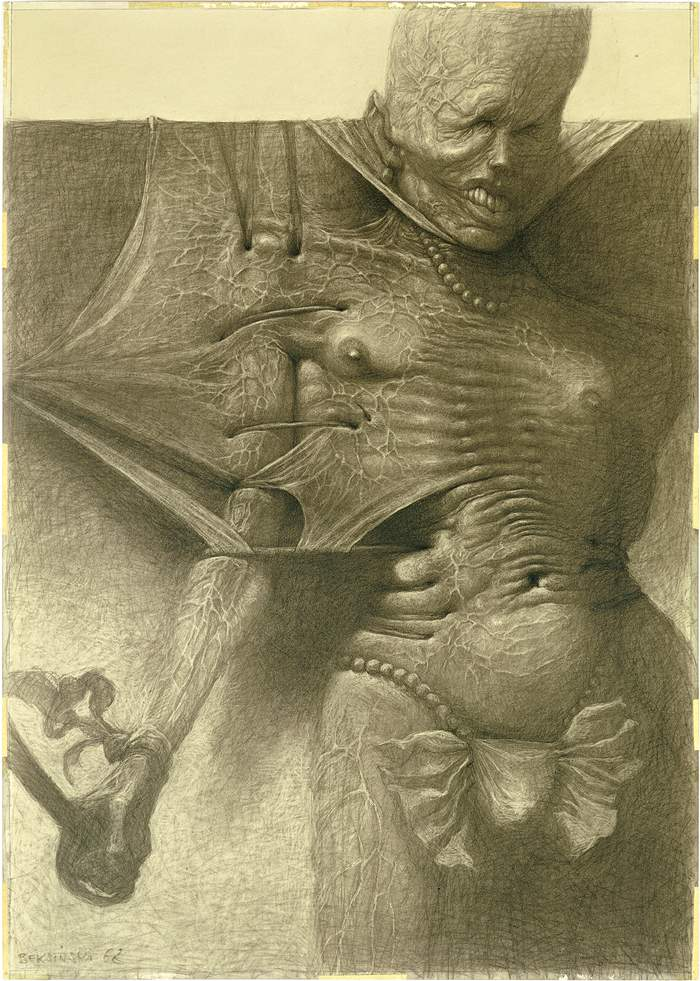
Kresba, 1968
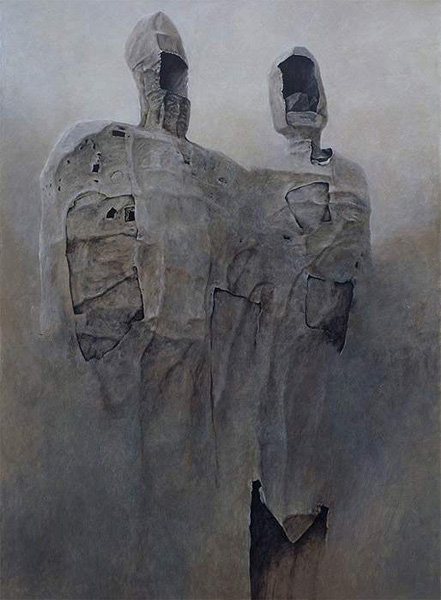
Obraz označovaný jako Król i królowa, 1993, olej na sololitu
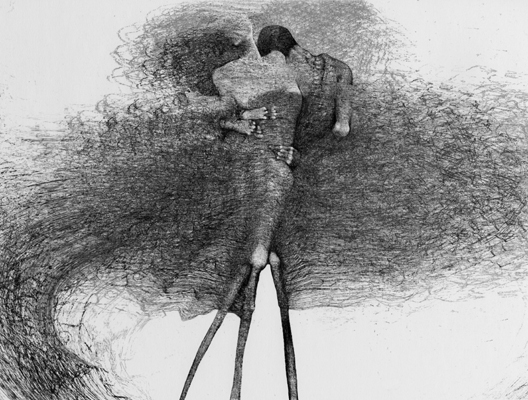
Počítačová grafika, 2001
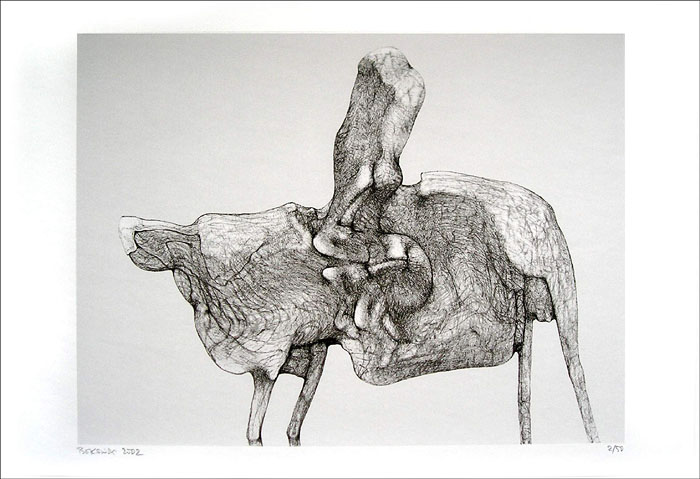
Kresba, 2002
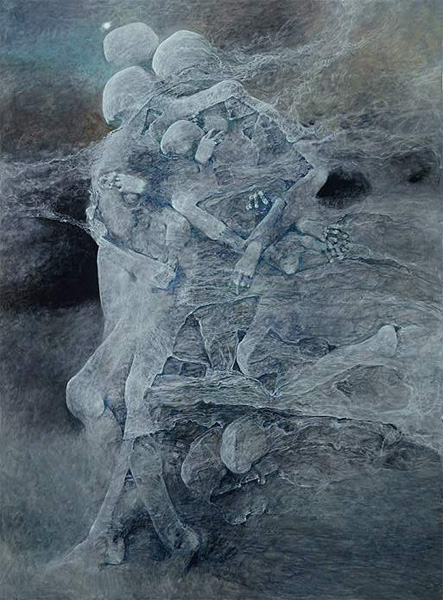
Obraz S4, 2004, olej na sololitu
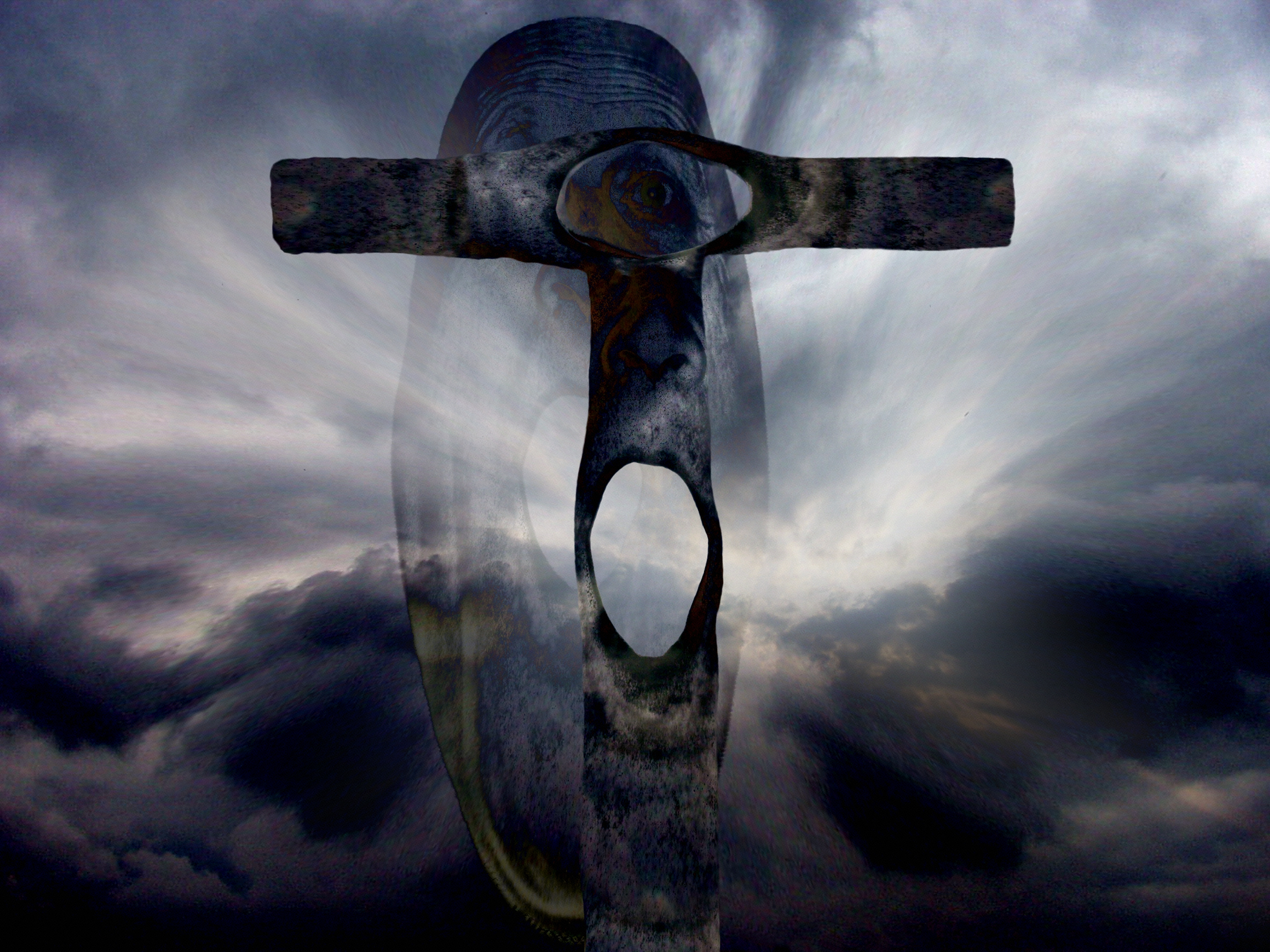
Fotomontáž, 2005